# Konkin-Moogo
Konkin-Moogo est une ville du département de Zimtenga, dans la province de Bam, dans le Centre-nord, au Burkina Faso. En 2006, la ville comptait 266 habitants dont 49,6% de femmes.